# 모스크바 중앙 순환선
모스크바 중앙 순환선(러시아어: Московское центральное кольцо, МЦК)은 모스크바 구시가를 둘러싼 도시철도로, 모스크바 지하철의 14호선이다. 원래는 화물용 철도였던 노선을 정비하여 2016년 9월 10일 여객용으로 개통되었다. 하청으로 선정된 연방 정부 소유의 러시아 철도와 모스크바 지하철을 통해 모스크바 정부 소유의 MKZD에 의해 운영되고 있다. 궤도 인프라와 플랫폼은 러시아 철도가, 대부분의 역 건물 등은 MKZD가 소유한다.

## 역사
본 노선은 1897년 니콜라이 2세의 후원으로 임관되어 "왕실 철도"라는 별명을 얻었고 그 계획은 5년이 걸렸다. 이 과정에서 13가지 설계 대안을 검토했다. 낙찰가는 네 개의 트랙 철도 노선에 대한 것으로, 2개의 선로가 화물용으로 할당되었고, 나머지 2개는 여객 열차가 사용하였다. 그 프로젝트는 대략 4천만 루블의 가격표가 붙어 있었다.
1902년 5월, 공사가 시작되었다. 1905년 러일 전쟁에서 패배한 후, 공사는 축소되었다. 비용이 견적을 3분의 1이나 초과함에 따라, 건설 중인 트랙의 수는 2개로 줄어들었다. 교량이 35개(대형 4개, 소형 31개) 있는 것은 특히 비쌌다. 그들의 낮은 간극은 앞으로 1세기 이상 전기 공급 노력을 방해했다. 방대한 철도 인프라에는 주택시설, 수도탑, 대장간, 잡화점이 포함되었다. 열은 석조 히터에 의해 제공되었고, 일부는 러시아제, 일부는 네덜란드에서 수입되었다. 스테이션 시계는 스위스 제조업체인 폴 부흐레로부터 구입되었다. 정확성으로 알려진 이 시계들은 잠시 동안 도시의 사실상 시간 기준이 되었다. 그런 시계는 단 한 번밖에 살아남지 못했다. 프레스냐 역 감독실에 있다.
첫 운행은 1907년에 운행되었다. 1908년 7월 19일 철도가 공식적으로 개통되었다. 개회식에는 세자르와 왕조 회원, 관공서 및 시 관리들이 참석했다.
처음 몇 개월 동안, 철도는 승객 교통만을 위해 사용되었다. 3.40 루블의 높은 기차 요금 때문에, 탑승객은 사실상 존재하지 않았고, 이 노선은 운영이 시작된 이후 총 132 루블의 수입을 가져왔다. 따라서 1908년 10월 10일 화물운송에 찬성하여 여객열차가 단종되었다.
제1차 세계 대전과 1917년 10월 혁명 사이에 화물이 유일한 수익원으로 남아 있기는 했지만 여객 서비스는 회복되었다. 1920년대 후반에 이르러서는 다른 형태의 대중교통 수단이 등장하여 1934년에 여객 서비스가 종료되었고, 2016년이 되어 82년 만에 다시 여객 운행이 재개되었다.

## 운영
이 노선은 2016년 9월 10일 블라디미르 푸틴 대통령과 세르게이 소비아닌 모스크바 시장이 참석한 가운데 개통되었다. 운행 첫 달 동안에는 자유롭게 노선을 이용할 수 있었다. 2016년 말까지 센트럴 서클 라인의 하루 이용객이 40만 명에 이를 것으로 예상되었고, 2025년에는 링 철도가 연간 최대 3억 명의 승객을 수송할 것으로 예상된다.
센트럴 서클의 운영은 독일 등의 S트레인 시스템과 유사하다. 모스크바 센트럴 서클의 티켓팅은 모스크바 메트로와 완전히 통합되어 있고, 두 시스템 모두 동일한 결제카드(트로이카 카드 등)를 사용할 수 있으며, 메트로 운영 구간과 모스크바 모노레일 사이의 전송과 유사한 방식으로 시스템 첫 번째 입력 후 90분 이내에 무료 환승이 가능하다. 이 노선은 모스크바 내측에서 콜체바야 선과 마찬가지로 외부 모스크바의 다른 지역의 목적지를 제공한다. 하루에 130대의 열차가 노선을 순환하며, 출퇴근 시간에는 5 ~ 6분, 그 외 시간에는 10 ~ 15분 간격으로 운행한다. 이 노선의 운행시간은 06시부터 01시까지 메트로의 나머지 운행시간과 동일하다.
노선명에도 불구하고, 모스크바 중앙 순환선은 원 모양이 아닌 북서쪽에서 바깥쪽으로 12km 뻗어 있고 남쪽의 크렘린까지 5km 가까이 뻗어 있다.
21세기 초에는 약 150만 명의 사람들이 이 노선 근처에 거주하였다.

## 역
모스크바 중앙 순환선은 31개의 역이 있다.
이 노선은 다른 노선보다 15시간 이상 짧게 운행되고 있다. 5시 45분에서 5시 55분 사이에 터미널 역에서 출발하는 첫차와 1시에서 1시 15분 사이에 운행되는 막차가 있다.
이 노선과 지하철역 사이의 무료 환승은 90분 이내로 환승하기 전에는 첫 구간 철도 이용을 필요로 한다.
모든 열차는 모든 역에 정차한다.
| 역 이름             | 역 이름               | 거리 (km) | 거리 (km) | 접속 노선                                      | 비고            |
| 한국어 이름         | 러시아어 이름         | 역간거리  | 누적거리  | 접속 노선                                      | 비고            |
| ------------------- | --------------------- | --------- | --------- | ---------------------------------------------- | --------------- |
| 오크루즈나야        | Окружная              | 1.3 ↑     | 54.0 ↑    | 오크루즈나야 (640m)                            |                 |
| 블라디키노          | Владыкино             | 1.4       | 1.4       | 블라디키노                                     |                 |
| 보타니체스키 사트   | Ботанический сад      | 2.9       | 4.3       | 보타니체스키 사트 (230m)                       |                 |
| 로스토키노          | Ростокино             | 1.8       | 6.1       |                                                |                 |
| 벨로카멘나야        | Белокаменная          | 2.6       | 8.7       |                                                |                 |
| 불바르 로코솝스코보 | Бульвар Рокоссовского | 2.6       | 11.3      | 불바르 로코솝스코보 (260m)                     |                 |
| 로코모티프          | Локомотив             | 1.6       | 12.9      | 체르키좁스카야                                 |                 |
| 이즈마일로보        | Измайлово             | 1.6       | 14.5      | 파르티잔스카야 (480m)                          |                 |
| 소콜리나야 고라     | Соколиная Гора        | 2.1       | 16.6      |                                                |                 |
| 쇼세 옌투지아스토프 | Шоссе Энтузиастов     | 1.4       | 18.0      | 쇼세 옌투지아스토프 (460m)                     |                 |
| 안드로놉카          | Андроновка            | 1.5       | 19.5      |                                                |                 |
| 니제고로츠카야      | Нижегородская         | 1.8       | 21.3      | 니제고로츠카야                                 | 장래 환승 예정. |
| 노보호흘롭스카야    | Новохохловская        | 1.1       | 22.4      | 노보호흘롭스카야                               |                 |
| 우그레시스카야      | Угрешская             | 1.4       | 23.8      | 볼고그라츠키 프로스펙트                        |                 |
| 두브롭카            | Дубровка              | 1.4       | 25.2      | 두브롭카 (870m)                                |                 |
| 압토자보츠카야      | Автозаводская         | 1.2       | 26.4      | 압토자보츠카야 (440m)                          |                 |
| ZIL                 | ЗИЛ                   | 1.4       | 27.8      |                                                |                 |
| 베르흐니예 코틀리   | Верхние Котлы         | 2.1       | 29.9      | 나가틴스카야                                   |                 |
| 크림스카야          | Крымская              | 0.8       | 30.7      |                                                |                 |
| 플로샤디 가가리나   | Площадь Гагарина      | 2.3       | 33.0      | 레닌스키 프로스펙트                            |                 |
| 루즈니키            | Лужники               | 2.3       | 35.3      | 스포르티브나야 (170m)                          |                 |
| 쿠투좁스카야        | Кутузовская           | 2.7       | 38.0      | 쿠투좁스카야                                   |                 |
| 델로보이 첸트르     | Деловой центр         | 0.9       | 38.9      | 테스톱스카야 메즈두나로드나야                  |                 |
| 셸레피하            | Шелепиха              | 1.1       | 40.0      | () 셸레피하                                    |                 |
| 호로시요보          | Хорошёво              | 2.6       | 42.6      | 폴레자옙스카야 (690m) () 호로시욥스카야 (680m) |                 |
| 조르게              | Зорге                 | 1.2       | 43.8      |                                                |                 |
| 판필롭스카야        | Панфиловская          | 1.3       | 45.1      | 옥탸브리스코예 폴레 (720m)                     |                 |
| 스트레시네보        | Стрешнево             | 1.8       | 46.9      | 스트레시네보                                   |                 |
| 발티스카야          | Балтийская            | 1.6       | 48.5      | 보이콥스카야 (750 m)                           |                 |
| 콥테보              | Коптево               | 2.1       | 50.6      |                                                |                 |
| 리호보리            | Лихоборы              | 2.1       | 52.7      |                                                |                 |

## 차량
본 노선에서는 61 ES2G 라스타치카 차량이 운행된다.

## 사진

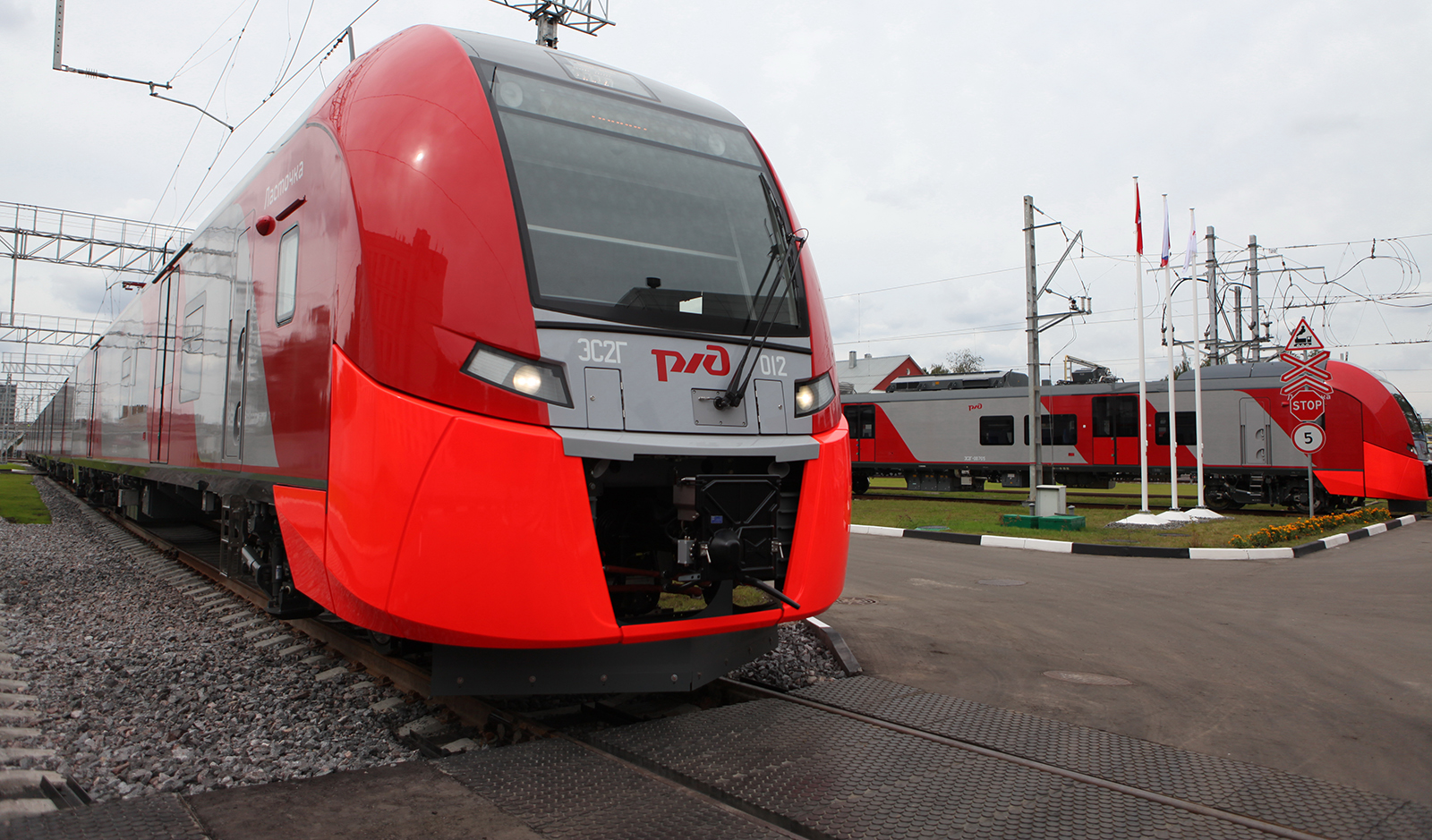
차량기지의 ES2G 열차